# Curry massaman
Le  curry massaman (thaï : มัสมั่น, rtgs : matsaman, prononcé [mát.sā.màn] ) est un curry thaïlandais de tradition musulmane d'origine persane introduit en Thaïlande sous le règne de Rama II . Il est le plus souvent à base de bœuf mais peut aussi être fait avec du canard, du tofu, du poulet, de l'agneau ou du porc. Il s'agit d'un type de curry plutôt doux.

## Étymologie
Le mot massaman ou matsaman n'est pas un mot d'origine thaï. On pense généralement qu'il fait référence à une forme archaïque du mot persan مسلمان « musulman ». Des auteurs du milieu du XIXe siècle appellent ce plat « curry musulman ».

## Origine
Selon l'expert en nourriture thaïlandaise David Thompson (en), ainsi que le journaliste et savant thaïlandais Santi Sawetwimon, ce plat a son origine en Thaïlande centrale au XVIIe siècle, à la cour cosmopolite d'Ayutthaya, chez le commerçant persan Sheikh Ahmad Qomi, descendant de la famille noble thaïlandaise des Bunnag (en). D'autres théories soutiennent que le curry massaman est un plat thaïlandais du sud, influencé par les cuisines malaise et indienne.
Ce curry est exalté dans un poème de la fin du XVIIIe siècle, attribué au Prince Itsarasunthon du Siam, futur roi Rama II (1767-1824). Il est dédié à une dame qui est censée être la princesse Bunrot, la future reine Sri Suriyendra, épouse du roi Rama II. La deuxième strophe du poème peut se traduire ainsi :
    มัสมั่นแกงแก้วตา หอมยี่หร่ารสร้อนแรง : « Massaman, un curry fait par ma bien-aimée, parfumé de cumin et d'épices fortes. »
    ชาย ใด ได้ กลืน แกง แรง อยาก ให้ ใฝ่ฝัน หา : « Tout homme qui a avalé ce curry est lié à elle pour toujours. »
La première recette connue du curry massaman est le curry de poulet massaman avec du jus d'orange amère, orthographié mat sa man (หมัด ส มั่น) et écrite par lady Plean Passakornrawong en 1889.

## Recette
En raison de ses racines musulmanes et donc des lois diététiques islamiques, ce curry est le plus souvent fait avec du poulet, mais il y a aussi des variations sur ce plat, en utilisant du canard, du boeuf, du mouton, de la chèvre ou, moins communément, du porc. Comme le porc est haram (interdit) dans l'Islam, cette dernière variante n'est pas mangée par les musulmans thaïlandais pratiquants. Les végétariens et les végétaliens ont créé leurs propres versions de ce plat.
Les saveurs de la pâte de curry massaman (nam phrik kaeng matsaman) proviennent d'épices qui ne sont pas fréquemment utilisées dans les autres currys thaïlandais. La cardamome, la cannelle, le clou de girofle, l'anis étoilé, le cumin, les feuilles de laurier, la noix de muscade et le macis ont été apportés au XVIIe siècle en Thaïlande à travers l'archipel malais et l'Asie du Sud par des étrangers. Initialement dominé par les musulmans du Moyen-Orient, du sous-continent indien et de l'archipel malais lui-même, ce commerce a été ensuite de plus en plus menacé par les Portugais, les Hollandais et la Compagnie française des Indes orientales. Ces épices sont combinées avec des produits locaux tels que les piments secs, les graines de coriandre, la citronnelle, le galanga, le poivre blanc, la pâte de crevettes, des échalotes et de l'ail pour faire la pâte de curry massaman. Cette pâte est d'abord frite avec de la crème de noix de coco. La viande, les pommes de terre, les oignons, la sauce de poisson ou le sel, la pâte de tamarin, le sucre, le lait de coco et les arachides sont ajoutés seulement ensuite.
Le curry massaman est généralement consommé avec du riz, et parfois avec du gingembre mariné, au cours d'un repas avec d'autres plats. Il existe également des versions traditionnelles utilisant des oranges, du jus d'orange ou du jus d'ananas comme ingrédients supplémentaires.